# 나카우라역
나카우라역(일본어: 中浦駅)은 일본 니가타현 시바타시에 위치한 동일본 여객철도 우에쓰 본선의 철도역이다. 단선 승강장 1면 1선의 구조를 갖춘 지상역이다.

## 역 주변
- 시바타 시청 도요우라 청사
- 도요우라 지구 공민관

## 역사
- 1944년 5월 31일 : 나카우라 신호장으로서 개설.
- 1953년 7월 1일 : 역으로 승격, 나카우라역 개업.
- 1972년 9월 1일 : 수하물 및 소하물의 취급을 폐지.
- 1987년 4월 1일 : 일본국유철도 분할 민영화에 의해, 동일본 여객철도가 승계.
- 2008년 3월 15일 : SUICA 서비스 개시.

## 인접 역
| 동일본 여객철도 우에쓰 본선 | 동일본 여객철도 우에쓰 본선 | 동일본 여객철도 우에쓰 본선 |
| --------------------------- | --------------------------- | --------------------------- |
| 쓰키오카 니쓰 방면          | ■ 우에쓰 본선               | 시바타 아키타 방면          |